# 釋道行
釋道行（1089年—1151年），號雪堂，又稱雪堂行或巨烏行，浙江衢州（今中國浙江省衢州市）人，俗姓葉，為宋朝衢州烏巨寺沙門。

## 生平
道行法師最初依普照和尚出家，後參禮龍門寺佛眼清遠禪師，得其玄旨開悟，接其法嗣。先住南明寺，於建炎二年（1128年），受徐康國邀請，於壽寧寺大演禪宗法要，歷任法海寺、天寧寺、烏巨寺住持。
道行法師於紹興二十一年（1151年）二月九日，黎明沐浴更衣，結跏趺坐化圓寂，世壽六十三歲，荼毘火化後得五色舍利，煙所至處舍利纍然，牙齒、舌頭完好不壞，於烏巨寺西邊建塔供奉。

## 法嗣

### 師長
- 龍門清遠

### 弟子
- 且菴守仁
- 晦菴慧光
- 退菴休

## 著作
- 《雪堂行和尚語要》一卷
- 《雪堂行和尚拾遺錄》一卷[3][4]